# Выдра, Доминик
Доминик Выдра (нем. Dominik Wydra; род. 21 марта 1994 года, Вена, Австрия) — австрийский футболист, полузащитник клуба «Зигендорф».

## Клубная карьера
Его родители выходцы из Польши, но сам Доминик родился в Вене. Выдра является воспитанником «Рапида». За дубль дебютировал в матче против «Швехата». Свой первый гол забил в ворота «Золленау». За основную команду дебютировал в матче против «Капфенберга». Свой первый гол забил в ворота «Адмиры». Из-за травм и перебора карточек пропустил часть сезона 2013/14. Всего за «Рапид» и «Рапид II» сыграл 115 матчей, где забил 13 мячей.
20 июля 2015 года за 600 тысяч евро перешёл в «Падерборн 07». За клуб дебютировал в матче против «Бохума». Всего за «Падерборн» сыграл 26 матчей, где отдал один голевой пас.
1 июля 2016 года перешёл в «Бохум». Из-за травмы колена дебютировал только в матче против «Зандхаузена». Свой единственный гол в «Бохуме» забил в ворота «Вюрцбургер Киккерс». В матче против «Фортуны» получил две жёлтые карточки и пропустил матч против «Штутгарта». Из-за ушиба ноги пропустил два матча. Всего за «Бохум» Выдра сыграл 13 матчей, где забил один гол и отдал одну голевую передачу.
5 июля 2017 года за 100 тысяч евро перешёл в «Эрцгебирге». За клуб дебютировал в матче против «Хайденхайма». Свой единственный гол в «Эрцгебирге» забил в ворота «Нюрнберга». Из-за перебора жёлтых карточек в сезоне 2017/18 и 2018/19 пропустил матчи с «Гройтер Фюрт» и «Кёльн». Всего за «Эрцгебирге» сыграл 58 матчей, где забил один мяч.
20 июля 2020 года перешёл в «Айнтрахт Брауншвейг». За клуб дебютировал в матче против «Хайденхайма». В матче против «Вюрцбургер Киккерс» получил две жёлтые карточки и пропустил матч против «Гамбурга». Из-за перебора жёлтых карточек пропустил матч с «Зандхаузеном». Всего за «Айнтрахт Брауншвейг» сыграл 30 матчей, где отдал один голевой пас.
24 июля 2021 года перешёл в «Ракув». За клуб дебютировал в матче против футбольного клуба «Ягеллония». 24 сентября получил травму связок и пропустил практически весь сезон. Всего за клуб сыграл 4 матча.
1 июля 2022 года остался без клуба, а 1 января 2023 года перешёл в «Зигендорф». За клуб дебютировал в матче против «Драсбурга».

## Карьера в сборной
Играл за сборные Австрии до 16, 17, 18, 19 лет, где сыграл в 22 матчах и забил 2 мяча. За молодёжную сборную Австрии сыграл 19 матчей, где забил два мяча и был её капитаном. Вызывался в сборную Австрии.